# Haralakunte, Kolar
Haralakunte là một làng thuộc tehsil Kolar, huyện Kolar, bang Karnataka, Ấn Độ.